# Arrière-pays
« Hinterland » redirige ici.  Pour les autres usages, voir Hinterland (homonymie).
Un arrière-pays, ou hinterland, est une zone continentale située en arrière d'une côte ou d'un fleuve, par opposition au littoral,. En géographie, il désigne plus précisément la zone d'influence et d'attraction économique d'un port, par opposition au foreland. Le mot hinterland, emprunté à l'allemand (hinter « derrière » et de Land « terre, pays ») et utilisé en anglais, apparaît en français en 1894. 
Par extension, chez les géographes, surtout francophones des années 1950 à 1980, le vocable d’arrière-pays devient couramment assimilé à une zone continentale rurale ou montagnarde située en arrière d’une côte. On parle d’arrière-pays atlantiques, d’arrière-pays méditerranéens ou encore d’arrière-pays baltiques. Ils emploient aussi le terme de rétro-littoral ou espace rétro-littoral, immédiat arrière-pays où l'influence de la côte, qui possède au moins une commune littorale, se fait ressentir. Cet arrière-pays littoral qui connaît des évolutions rapides (foncier, démographie, changements sociaux) se distingue ainsi de l'avant-pays maritime (ou espace pro-littoral) et les territoires plus intérieurs qui ne voient pas les retombées directes et indirectes engendrées par les activités économiques sur le littoral.

## Infrastructures portuaires
Le terme hinterland est surtout employé dans le domaine du transport maritime. L'hinterland est l'arrière pays continental d'un port que ce dernier approvisionne ou dont il tire les marchandises qu'il expédie. Il n'a pas de limites rigides : son importance apparaît en fonction de sa population et de la situation économique ; son étendue dépend en particulier de la densité et de la qualité des voies de communication qui convergent vers le port.
Un même hinterland peut être desservi par plusieurs ports qui sont alors en concurrence. Le choix du transporteur dépend alors des infrastructures portuaires ainsi que de la qualité du service fourni par le port.

## Région géographique
- Une zone derrière une côte ou le rivage d'une rivière. Plus précisément, selon la doctrine de l'arrière-pays, l'arrière-pays est la région intérieure située derrière un port et revendiquée par l'État souverain sur la côte[6].
- Dans l'usage colonial, le terme est appliqué aux zones environnantes des anciennes colonies européennes en Afrique, qui, bien que ne faisant pas partie de la colonie elle-même, sont influencées par la colonie. Par un usage économique général analogue, l'arrière-pays peut désigner la zone entourant un service à partir de laquelle les clients sont attirés, également appelée zone de marché.
- Le terme est également utilisé pour désigner la zone autour d'une ville ou d'un village.
- En Italie, on désigne par hinterland une zone métropolitaine d'une ville, en particulier Milan, en dehors de la municipalité principale.
- En allemand, Hinterland est parfois utilisé pour décrire toute zone peu peuplée où l'infrastructure est sous-développée, bien que Provinz (analogue à la province) soit plus courant.